# Кушнір Іван Михайлович
Іван Михайлович Кушнір (нар. 25 серпня 1957, с. Крогулець, Тернопільська область) — український поет-пісняр, організатор міжнародного мистецького фестивалю «Яблуневий Спас», співорганізатор фестивалів «Чорна вишиванка» на Бережанщині, «Мистецтво єднає Україну» та інших.

## Життєпис
Іван Кушнір народився 25 серпня 1957 року в селі Крогулець, нині Васильковецької громади Чортківського району Тернопільської области України.
Закінчив Чортківське медичне училище, Чернівецький медичний інститут.
Від 1986 — лікар в Яблунівській медичній амбулаторії. Від 2014 займається волонтерською діяльністю.

## Творчість
Автор відомої української пісні «Мамо моя, мамо моя, голубко сива», а також пісні «Берегиня», що стала славенем української діаспори в Словенії, "Славень волонтерів"; поетичних збірок «Подільський жайвір» (2012) та «Там, де Нічлави рідні береги...» (2014).

## Відзнаки
- лауреат конкурсу «Людина року-2019» (Тернопільщина)[2]